# Herrarnas tresteg vid världsmästerskapen i friidrott 2022
Herrarnas tresteg vid världsmästerskapen i friidrott 2022 avgjordes mellan den 21 och 23 juli 2022 på Hayward Field i Eugene i USA.
Portugisiska Pedro Pichardo tog guld efter ett hopp på världsårsbästat 17,95 meter. Silvret togs av burkinska Hugues Fabrice Zango och bronset togs av kinesiska Zhu Yaming.

## Rekord
Innan tävlingens start fanns följande rekord:
| Rekord                                         | Idrottare                  | Distans     | Plats                  | Datum           |
| ---------------------------------------------- | -------------------------- | ----------- | ---------------------- | --------------- |
| Världsrekord                                   | Jonathan Edwards (GBR)     | 18,29 m     | Göteborg, Sverige      | 7 augusti 1995  |
| Mästerskapsrekord                              | Jonathan Edwards (GBR)     | 18,29 m     | Göteborg, Sverige      | 7 augusti 1995  |
| Världsårsbästa                                 | Jordan Díaz (CUB)          | 17,87 m     | Nerja, Spanien         | 26 juni 2022    |
| Afrikanskt rekord                              | Hugues Fabrice Zango (BUR) | 18,07 m (i) | Aubiere, Frankrike     | 16 januari 2021 |
| Asiatiskt rekord                               | Li Yanxi (CHN)             | 17,59 m     | Jinan, Kina            | 26 oktober 2009 |
| Nord-, centralamerikanskt och karibiskt rekord | Christian Taylor (USA)     | 18,21 m     | Peking, Kina           | 27 augusti 2015 |
| Sydamerikanskt rekord                          | Jadel Gregório (BRA)       | 17,90 m     | Belém, Brasilien       | 20 maj 2007     |
| Europeiskt rekord                              | Jonathan Edwards (GBR)     | 18,29 m     | Göteborg, Sverige      | 7 augusti 1995  |
| Oceaniskt rekord                               | Kenneth Lorraway (AUS)     | 17,46 m     | London, Storbritannien | 7 augusti 1982  |

## Program
Alla tider är lokal tid (UTC−7).
| Datum   | Tid   | Omgång |
| ------- | ----- | ------ |
| 21 juli | 18:20 | Kval   |
| 23 juli | 18:00 | Final  |

## Resultat

### Kval
Kvalregler: Hopp på minst 17,05 meter 0Q0 eller de 12 friidrottare med längst hopp 0q0 gick vidare till finalen.
| Placering | Grupp | Namn                     | Nationalitet   | Omgång  | Omgång  | Omgång  | Distans            | Noteringar |
| Placering | Grupp | Namn                     | Nationalitet   | 1       | 2       | 3       | Distans            | Noteringar |
| --------- | ----- | ------------------------ | -------------- | ------- | ------- | ------- | ------------------ | ---------- |
| 1         | A     | Pedro Pichardo           | Portugal       | 17,16 m |         |         | 17,16 m            | 0Q0        |
| 2         | B     | Hugues Fabrice Zango     | Burkina Faso   | 16,72 m | 17,15 m |         | 17,15 m            | 0Q0        |
| 3         | B     | Emmanuel Ihemeje         | Italien        | 17,03 m | -       | 17,13 m | 17,13 m            | 0Q0, 0SB0  |
| 4         | A     | Zhu Yaming               | Kina           | 17,08 m |         |         | 17,08 m            | 0Q0        |
| 5         | B     | Lázaro Martínez          | Kuba           | 16,97 m | 17,06 m |         | 17,06 m            | 0Q0        |
| 6         | B     | Jean-Marc Pontvianne     | Frankrike      | x       | 16,95 m | x       | 16,95 m            | 0q0        |
| 7         | A     | Andrea Dallavalle        | Italien        | 16,86 m | 16,75 m | -       | 16,86 m            | 0q0        |
| 8         | A     | Donald Scott             | USA            | x       | 16,74 m | 16,84 m | 16,84 m            | 0q0        |
| 9         | A     | Almir dos Santos         | Brasilien      | 16,32 m | 16,52 m | 16,71 m | 16,71 m            | 0q0        |
| 10        | B     | Will Claye               | USA            | 15,98 m | 16,25 m | 16,70 m | 16,70 m            | 0q0        |
| 11        | B     | Tiago Pereira            | Portugal       | x       | 16,69 m | 16,56 m | 16,69 m            | 0q0        |
| 12        | A     | Eldhose Paul             | Indien         | 16,12 m | 16,68 m | 16,34 m | 16,68 m            | 0q0        |
| 13        | A     | Max Heß                  | Tyskland       | 16,64 m | 15,69 m | 16,56 m | 16,64 m            |            |
| 14        | B     | Enzo Hodebar             | Frankrike      | 16,64 m | x       | x       | 16,64 m            |            |
| 15        | B     | Tobia Bocchi             | Italien        | 16,58 m | x       | 16,20 m | 16,58 m            |            |
| 16        | B     | Chris Benard             | USA            | x       | x       | 16,53 m | 16,53 m            |            |
| 17        | A     | Praveen Chithravel       | Indien         | x       | 16,30 m | 16,49 m | 16,49 m            |            |
| 18        | A     | Christian Taylor         | USA            | 16,17 m | 16,48 m | 16,44 m | 16,48 m            |            |
| 19        | B     | Abdulla Aboobacker       | Indien         | 15,92 m | 16,45 m | 16,44 m | 16,45 m            |            |
| 20        | A     | Jordan Scott             | Jamaica        | x       | x       | 16,42 m | 16,42 m            |            |
| 21        | A     | Andy Eugenio Hechavarría | Kuba           | x       | 16,02 m | 16,39 m | 16,39 m            |            |
| 22        | A     | Jah-Nhai Perinchief      | Bermuda        | 16,38 m | x       | 16,26 m | 16,38 m            |            |
| 23        | A     | Pablo Torrijos           | Spanien        | x       | 16,32 m | x       | 16,32 m            |            |
| 24        | B     | Mateus de Sá             | Brasilien      | 16,04 m | 16,03 m | x       | 16,04 m            |            |
| 25        | A     | Benjamin Compaoré        | Frankrike      | x       | 16,03 m | x       | 16,03 m            |            |
| 26        | A     | Ben Williams             | Storbritannien | x       | x       | 15,98 m | 15,98 m            |            |
| 27        | B     | Chengetayi Mapaya        | Zimbabwe       | x       | 15,75 m | x       | 15,75 m            |            |
|           | B     | Alexsandro Melo          | Brasilien      | x       | x       | x       | Inget giltigt hopp |            |
|           | B     | Fang Yaoqing             | Kina           |         |         |         |                    | 0DNS0      |

### Final
Finalen startade den 23 juli klockan 18:00.
| Placering | Namn                 | Nationalitet | Omgång  | Omgång  | Omgång  | Omgång  | Omgång  | Omgång  | Distans            | Noteringar |
| Placering | Namn                 | Nationalitet | 1       | 2       | 3       | 4       | 5       | 6       | Distans            | Noteringar |
| --------- | -------------------- | ------------ | ------- | ------- | ------- | ------- | ------- | ------- | ------------------ | ---------- |
| 1         | Pedro Pichardo       | Portugal     | 17,95 m | 17,92 m | 17,57 m | -       | x       | 17,51 m | 17,95 m            | 0VB0       |
| 2         | Hugues Fabrice Zango | Burkina Faso | 17,55 m | 16,95 m | 17,38 m | 17,14 m | x       | 17,49 m | 17,55 m            | 0SB0       |
| 3         | Zhu Yaming           | Kina         | 17,00 m | 17,31 m | x       | 16,98 m | x       | 16,85 m | 17,31 m            | 0SB0       |
| 4         | Andrea Dallavalle    | Italien      | 17,25 m | 17,16 m | -       | 17,12 m | x       | x       | 17,25 m            |            |
| 5         | Emmanuel Ihemeje     | Italien      | x       | 17,03 m | 16,69 m | 16,81 m | 16,71 m | 17,17 m | 17,17 m            |            |
| 6         | Donald Scott         | USA          | 17,14 m | x       | 16,79 m | 16,98 m | 17,04 m | 16,94 m | 17,14 m            |            |
| 7         | Almir dos Santos     | Brasilien    | x       | 16,69 m | 16,87 m | x       | 16,38 m | 13,26 m | 16,87 m            |            |
| 8         | Jean-Marc Pontvianne | Frankrike    | x       | x       | 16,86 m | x       | x       | x       | 16,86 m            |            |
| 9         | Eldhose Paul         | Indien       | 16,37 m | 16,79 m | 13,86 m |         |         |         | 16,79 m            |            |
| 10        | Tiago Pereira        | Portugal     | x       | 16,69 m | 16,59 m |         |         |         | 16,69 m            |            |
| 11        | Will Claye           | USA          | x       | x       | 16,54 m |         |         |         | 16,54 m            |            |
|           | Lázaro Martínez      | Kuba         | x       | x       | x       |         |         |         | Inget giltigt hopp |            |